# 2170 Byelorussia
A 2170 Byelorussia (ideiglenes jelöléssel 1971 SZ) a Naprendszer kisbolygóövében található aszteroida. Krími Asztrofizikai Obszervatórium fedezte fel 1971. szeptember 16-án.